# Branko Bauer
Branko Bauer (n. 18 februarie 1921, Dubrovnik, Iugoslavia – d. 11 aprilie 2002, Zagreb, Croația) a fost un regizor de film croat. Este considerat a fi figura de frunte a cinematografiei clasice croate și iugoslave din anii 1950.

## Tinerețe
Bauer a devenit interesat de cinematografie încă din timpul școlii. În timpul celui de-al Doilea Război Mondial a lucrat în cinematografele locale din Zagreb, care erau foarte populare în timpul ocupației naziste. Împreună cu tatăl său, Čedomir Bauer, și-au ascuns chiriașul de origine evreiească, Ljerka Freiberger, de poliția Ustaša în 1942. Ca urmare a acestor acțiuni, Yad Vashem i-a onorat pe amândoi ca drepți între popoare în 1992.
În 1949, Branko a început să lucreze în studioul de film Jadran din Zagreb ca realizator de documentare. Debutul său în lungmetraj a avut loc odată cu filmul de aventuri pentru copii Pescărușul albastru din 1953 (Sinji galeb), care s-a distins de producțiile iugoslave de atunci, prin stilul vizual viu și actoria naturală. 

## Lucrări selectate

### Ne okreći se sine
Bauer a devenit unul dintre cei mai respectați regizori din Iugoslavia după cel de-al treilea film al său, thrillerul de război din 1956, Nu privi înapoi, fiul meu (Ne okreći se sine ; lansat ca Don't Turn Around, Son în SUA). Filmul spune povestea unui luptător din rezistență din cel de-al Doilea Război Mondial, care scapă dintr-un tren în drum spre lagărul de concentrare Jasenovac și care se întoarce la Zagreb, în încercarea de a-și găsi fiul și de a se alătura partizanilor iugoslavi din zona croată. Cu toate acestea, el își dă seama că fiul său se află într-un internat al Ustaša și a fost spălat pe creier. Eroul reușește să scape din oraș împreună cu fiul său, dar pe parcursul călătoriei lor este forțat să-l mintă pe fiul său despre acțiunile lor. Filmul s-a bazat vag pe thrillerul lui Carol Reed, Odd Man Out, iar ultima sa scenă - care a inspirat titlul filmului - a fost inspirată din filmul Disney de animație, Bambi.

### Tri Ane
Următorul film al lui Bauer a fost lungmetrajul din 1957 Samo ljudi, o melodramă influențată de filmele lui Douglas Sirk. Filmul a fost un fiasco din punctul de vedere al criticilor de film, mai ales că melodrama nu a fost considerată un gen serios în Iugoslavia comunistă din anii 1950. După acest film, Bauer a lucrat pentru o companie de producție macedoneană și a regizat Trei fete numite Anna  (Tri Ane ; 1959), un film influențat de neorealism, uneori comparat cu filmul Umberto D. regizat de Vittorio De Sica. Trei fete numite Anna spune povestea unui bărbat bătrân care trăiește singur crezând că fiica sa a fost ucisă în al doilea război mondial, când era doar o copilă. Brusc, bărbatul primește informații că ar fi putut supraviețui și că în prezent trăiește probabil ca adult într-o familie adoptivă. Portretizarea autentică a lui Bauer a sărăciei postbelice și a claselor inferioare ale societății nu a fost bine văzută de elita politică a vremii, iar filmul nu a fost niciodată prezentat în cinematografe, dar este astăzi adesea considerat „capodopera uitată” a lui Bauer și cel mai bun film al său.
Următoarele două filme ale lui Bauer au avut mai mult succes comercial - comedia din 1961, Martin u oblacima  și filmul Prekobrojna, din 1962, care a introdus-o pe Milena Dravić ca viitoare mare vedetă a filmului iugoslav. 

### Licem u lice
Probabil cel mai cunoscut dintre filmele lui Bauer este lungmetrajul din 1963 Față în față (Licem u lice), un film care este considerat primul film politic iugoslav. Prezintă povestea unui lucrător rebel care se confruntă cu un manager în timpul unei întâlniri a partidului comunist într-o companie imensă de construcții. Cu toate că inițial a fost considerat controversat datorită conținutului său politic, filmul a primit în cele din urmă sprijin din partea oficialilor comuniști, ceea ce a fost înțeles în rândul producătorilor de film ca o undă verde pentru prezentări mai clare de subiecte controversate sociale. Regizorul sârb Živojin Pavlović a scris la începutul anilor 1960 că Licem u lice a fost „cel mai important film filmat vreodată în Iugoslavia”.

## Cariera târzie
În anii 1960, filmele iugoslave au trecut la modernism, iar Bauer nu s-a putut adapta la noua cinematografie de autor (auteur). În această perioafă a realizat două filme moderniste nereușite și nu a putut ulterior să obțină finanțare pentru noile sale proiecte de cinema. În anii 1970, a regizat serialul TV Salaš u malom ritu (1976), o dramă de război care are loc în Voivodina, una dintre cele mai memorabile opere ale televiziunii iugoslave.

## Recepție critică
În anii 1950 - anii 1960, Bauer a fost considerat un maestru al cinematografiei iugoslave și a primit respect din partea guvernului și a colegilor săi deopotrivă. Deși filmele sale nu au pus niciodată la îndoială regimul comunist, setul dominant de valori din aceste filme a fost descris ca fiind „de modă veche” și „burghez”: în loc de obișnuita glorificare a tinereții și revoluției, filmele sale lăudau adesea clasa decentă, veche, tipul familiilor de mijloc. Eroii tipici ai lui Bauer au făcut alegerile morale corecte, nu inspirate de ideologie, ci conduse în schimb de un sentiment al onoarei. Producătorul de film contemporan croat, Hrvoje Hribar, a scris cândva că „Bauer a găsit un sens locului orb al ideologiei [comuniste], așa că și-a așezat filmele într-un loc cât mai apropiat, dar cel mai puțin influent”.  Cu toate acestea, la sfârșitul anilor 1960 - 1970, odată cu ascensiunea cinematografiei moderniste, Bauer a fost marginalizat. 
La sfârșitul anilor 1970 lucrările sale au fost redescoperite de tinerii critici ca un fel de versiune iugoslavă a maeștrilor vechi de la Hollywood. Istoricul de filmul sloven Stojan Pelko a scris în Enciclopedia cinematografiei ruse și est-europene a Institutului de Film Britanic că „Bauer a fost pentru criticii iugoslavi ceea ce Hawks și Ford au fost pentru criticii noului val francez”. O reevaluare critică substanțială a activității lui Bauer a avut loc începând cu mijlocul anilor 1980. La sfârșitul anilor 1990, în sondajul criticilor cu cei mai mari regizori de film croați din toate timpurile, Bauer a ocupat locul doi, după Krešo Golik.

## Filmografie (ca regizor)
- 1953 Pescărușul albastru (Sinji galeb)
- 1955 Millions on the Island (Milijuni na otoku)
- 1956 Don't Look Back, My Son (Ne okreći se sine)
- 1957 Only People (Samo ljudi)
- 1959 Three Girls Named Anna  (Tri Ane)
- 1961 Martin în nori (Martin u oblacima)
- 1962 Superfluous (Prekobrojna)
- 1963 Face to Face (Licem u lice)
- 1964 Nikoletina Bursać
- 1965 Doći i ostati (To Arrive and to Stay)
- 1967 Fourth Companion (Četvrti suputnik)
- 1975 Salaš u Malom Ritu (A Farm in Mali Rit)
- 1975 Vacanță la Jakobsfeld (Zimovanje u Jakobsfeldu)
- 1978 Boško Buha